# Мадиди чудовиште
Мадиди чудовиште (енгл. Madidi monster) је криптид који наводно живи на подручју савезне државе Мато Гросо (Бразил), поручју тока ријеке Мадре де Диос у регији Мадре де Диос (Перу) и на поручју тока ријеке Бени и ријеке Мадиди у Боливији.

## Опис мадиди чудовишта

### У креационизму
Према ријечима креациониста мадиди чудовиште је један од доказа постојања живи диносауруса. Они га описују као биће налик на диносауруса из групе Сауропода.

## Хронологија сусрета са овим бићем и виђења
- Наводно (према ријечима креациониста), у Перуу, археолози су пронашли глинену посуду за воду (за коју се процјењује да је наводно из 200. године н.е.) на којој је осликано биће налик на диносаура из групе Сауропода, за коју се сматра да је доказ о постојању мадиди чудовишта.